# معاملة المثليين في بيرو
قد يواجه الأشخاص من المثليين والمثليات ومزدوجي التوجه الجنسي والمتحولين جنسياً (اختصاراً: LGBT) في بيرو تحديات قانونية لا يواجهها غيرهم من المغايرين جنسيا. يعتبر النشاط الجنسي المثلي بين الرجال وبين النساء قانونيا في بيرو، لكن المنازل التي يعيش فيها الشركاء المثليون غير مؤهلة للحصول على نفس الحماية القانونية المتاحة للأزواج المغايرين.
في يناير 2017، دخل مرسوم صادر عن الرئيس بيدرو بابلو كوتشينسكي والذي يحظر جميع أشكال التمييز وجرائم الكراهية على أساس التوجه الجنسي والهوية الجندرية. في حكم تاريخي نُشر في 9 يناير 2017، قضت المحكمة الدستورية السابعة في ليما بالاعتراف بحالة زواج المثليين وتسجيله، بين مواطن من بيرو ومواطن مكسيكي، تم إجراؤه في مدينة مكسيكو في عام 2010، على الرغم من استئناف هذا الحكم، وهو حاليًا أمام المحكمة العليا.
تم استخدام المثلية الجنسية كسبب للانفصال أو الطلاق. كما تم استخدام القوانين التي تهدف إلى حماية «الأخلاق العامة» ضد المثليات والمثليين. كان موقف المجتمع من مجتمع المثليين معاديًا بشكل عام ولا يزال متأثراً بشدة بالكنيسة الكاثوليكية. في الثمانينيات، تمكن تأسيس منظمة «حركة المثليين في ليما» (بالإسبانية: Movimiento Homosexual de Lima)‏ من إحداث تغيير طفيف على الأقل في طريقة تعامل وسائل الإعلام مع المثلية الجنسية. قد يواجه الأشخاص من مجتمع المثليون المعروفون الاضطهاد من قبل العامة. خلال مسيرة فخر المثليين الأولى في ليما في عام 2002، كان معظم المتظاهرين يرتدون أقنعة لتجنب الاضطهاد من قبل الجمهور.

## تاريخ

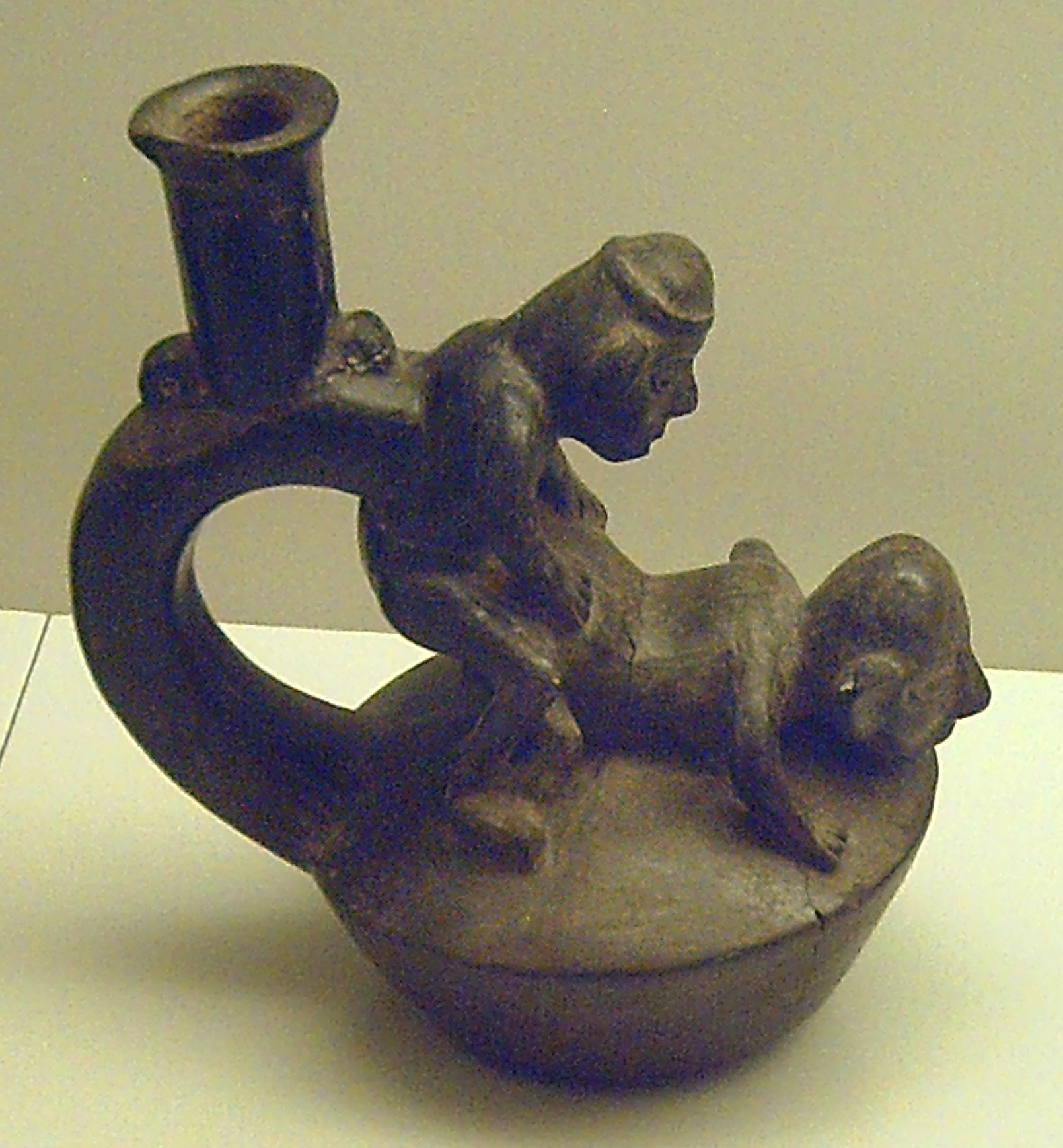
خزف يعود لحضارة تشيمو يظهر رجلين يمارسان الجنس

لم تنظر حضارة موتشي (100-700 ميلادي) إلى المثلية الجنسية سلبيا ولم تحمل مواقف تحقير ضدها. تصور حوالي 40% من سيراميك حضارة موتشي (المعروف باسم «هواكوس» "huacos") تصور العلاقات الجنسية المثلية بين الإناث وبين الذكور. وبالمثل، فإن «حضارة تشيمو» (900-1470 ميلادي) لم تنظر إلى المثلية الجنسية بشكل سلبي، ويوجد خزف تشيمو يصور النشاط المثلي حتى يومنا هذا. ومع ذلك، تم تدمير العديد من هذه القطع الأثرية والسيراميك من قبل الإسبان الذين اعتبروها غير أخلاقية. اعتبر شعب أيمارا المثليين جنسيا كائنات خارقة وشامان، قادرة على السحر.
كانت نظرة إمبراطورية الإنكا إلى المثلية الجنسية غير واضحة وهو موضوع جدل دائر. تنبع معظم وثائق العصر الحديث عن الإنكا من محاكم التفتيش الإسبانية، التي أدخلت المسيحية إلى بيرو وأمريكا الجنوبية واعتبرت المثلية الجنسية خاطئة. تشير هذه التقارير إلى أن المثلية الجنسية بين الرجال عوقب عليها في جنوب ووسط إمبراطورية الإنكا، ربما بالموت، لكن تم التسامح معه في الشمال. آخرون، بما في ذلك المؤرخ ريتشارد تريكسلر، يجادلون بأنه بينما نظرت الإنكا إلى المثلية الجنسية سلبيا، فإن توثيق العقوبة القانونية للمثلية الجنسية ضعيف، وأن مثل هذه الممارسات لم يعاقب عليها القانون. وفقًا لمصادر معينة، تم التسامح مع المثلية الجنسية وشهوة الملابس المغايرة ك«أفعال عبادة»، التي تمارس عادة في الطقوس الدينية والمعابد. كان «كواريوارمي» (بالإنجليزية: Quariwarmi)‏ شامان يرتدون ملابس الجنس الآخر، مكلفين بأداء طقوس تكريما ل«تشكوي هينتشاي» (بالإنجليزية: Chuqui Hinchay)‏، وهو إله في شكل جاكوار ثنائي الجنس. كان الرجال الأنثويون يطلق عليهم اسم «هوالمتشكو» (بالإنجليزية: hualmishcu)‏ أو «وارمنتشو» (بالإنجليزية: warminchu)‏ من قبل الإنكا. يبدو أن العلاقات المثلية بين النساء، من ناحية أخرى، كانت تحظى بتقدير كبير من قبل المجتمع الإنكا. مثليات الجنس (المعروفات باسم «هوليوشتا» "holjoshta") يمتعن بالعديد من الامتيازات ويمكن لهن حتى المشاركة في المعارك وإعطاؤهن إمكانية الحفاظ على علاقات فيما بينهن.
تضمن القانون الجنائي الأول في بيرو، الذي تمت الموافقة عليه في عام 1863، السدومية كعمل إجرامي. وفقًا للمادة 272، سيتم سجن شخص يمارس السدومية، مع نفس العقوبات المفروضة على مرتكبي الجرائم المتعلقة بالاغتصاب واغتصاب القاصرين.
لقد تغيرت السن القانونية للنشاط الجنسي في بيرو عدة مرات خلال السنوات الأخيرة، وقد خضع للنقاش السياسي، ولكنه اليوم ثابت على 14، بغض النظر عن الجندر و/أو التوجه الجنسي، وفقا قرار المحكمة الدستورية في بيرو في عام 2012.

## الاعتراف القانوني بالعلاقات المثلية

### الاتحاد المدني
في 26 يوليو 2010، أعلن النائب خوسيه فارغاس عن «التحالف الثوري الشعبي الأمريكي» الحاكم أنه سيقدم مشروع قانون لتقنين الاتحادات المدنية. ومع ذلك، في أوائل عام 2011، فشل مشروع القانون في لجنة العدل لأن بعض أعضائها يعتقدون أنه سيكون من الضروري تغيير الدستور من أجل الموافقة على القانون.
قبل الانتخابات العامة في بيرو 2011، أعرب اثنان من المرشحين للرئاسة، «كيكو فوجيموري» وأليخاندرو توليدو، عن دعمهما للاتحادات المدنية للشركاء المثليين، ولكن لم يتم انتخاب أي منهما. صرح الفائز في الانتخابات، أويانتا هومالا، أنه يعارض الاعتراف القانوني بالعلاقات المثلية. في أبريل 2014، تلقى المشرع كارلوس بروس عريضة موقعة من 10,000 شخص لصالح السماح بالاتحادات المدنية. أعرب بروس، الذي اقترح تغيير القانون في سبتمبر 2013، عن أمله في أن يخفف من التمييز الذي يواجهه الشركاء المثليين في بيرو.
كان من المقرر مناقشة مشروع القانون في 7 أبريل أمام لجنة العدل وحقوق الإنسان، ولكن تم تأجيله إلى ما بعد عيد الفصح. في يونيو 2014، تمت مناقشة عدد من مشاريع القوانين التي تمنح أشكالًا مختلفة من الاعتراف القانوني في الكونغرس. بعد النقاش، قرر السياسي كارلوس بروس، الذي صرح في وقت سابق علنًا أنه مثلي الجنس، أن يتم التصويت على مشروع قانون الاتحاد المدني الأصلي الذي يوفر للشركاء المثليين حقوقا أكثر شمولًا بشكل منفصل عن المقترحات الأخرى. من المقرر مناقشة أكثر من مشروع قانون يسمح بالاعتراف بالعلاقات المثلية في الجلسة البرلمانية التالية، التي بدأت في أغسطس، على الرغم من أن النقاش تم تأجيله مرة أخرى في نهاية المطاف.
في منتصف ديسمبر 2014، خلال الأسبوع الأخير من السنة التشريعية 2014، أعلن أن مشروع القانون سيكون أول شيء على جدول أعمال الحكومة في الدورة البرلمانية الجديدة، التي بدأت في أوائل مارس 2015. في 10 مارس، تم رفض مشروع قانون الاتحاد المدني للمشرع بروس في لجنة العدل بتصويت 7-4 مع امتناع عضوين عن التصويت وغياب اثنين (4-7-2-2). ودعا أحد أعضاء مجلس الشيوخ الكونغرس إلى إعادة النظر في مشروع القانون وكان من المقرر التصويت على الاقتراح في 17 مارس، ولكن تم تعليق الجلسة بسبب عدم حضور أعضاء مجلس الشيوخ. وكان على جدول الأعمال أيضًا اقتراح بديل أطلق عليه اتحاد متضامن كان من المقرر التصويت عليه في غضون أسبوعين، على الرغم من أن الاجتماع لم يتحقق أبدًا. في 14 أبريل 2015، تم إرجاء مشروع القانون رسميًا من قبل لجنة العدل بعد تلقيه صوتين فقط لصالح إعادة النظر فيه.
أعاد أعضاء الكونغرس كارلوس بروس وألبرتو دي بيلاوندي، من «حزب بيروفيون من أجل التغيير» من يمين الوسط، مشروع قانون الاتحاد المدني في الكونغرس في أواخر نوفمبر 2016.
يحمل مشروع القانون توقيعات مختلف السياسيين، وهم جينو كوستا، سيرخيو دافيلا، فيسنتي زيبالوس، آنا ماريا تشوكيهوانكا، غويدو لومباردي، جانيت سانشيز ألفا، خوان شيبوت ونائب الرئيس مرسيدس آراز. أعلن الرئيس بيدرو بابلو كوتشينسكي دعمه للاتحادات المدنية المثلية خلال حملته الانتخابية.

### زواج المثليين
في 14 فبراير 2017، تم تقديم مشروع قانون لتشريع زواج المثليين في الكونغرس البيروفي. رعى مشروع القانون كل من أنديرا هويلكا وماريسا غلاف وتانيا باريونا وألبرتو كوينتانيلا ومانويل داميرت وهوراسيو زيبالوس وماركو أرانا وإدغار أوتشوا عن «الجبهة العريضة» وألبرتو دي بيلاوند وغويدو لومباردي وكارلوس بروس عن حزب «بيروفيون من أجل التغيير». قالت هويلكا أن التشريع لم يكن حول «إنشاء اعتراف قانوني مخصص» للأزواج المثليين ولكن لتمديد الحقوق المتساوية. «لا أكثر ولا أقل من ذلك.» يسعى الاقتراح إلى تغيير المادة 234 من القانون المدني لتعريف الزواج بأنه «الاتحاد المتفق عليه طوعًا من قبل شخصين قادرين قانونيًا على القيام به».

#### الاعتراف بزواج المثليين الذي عقد في الخارج
في 16 سبتمبر 2016، حكمت محكمة السجل التابعة للسجل الوطني لتحديد الهوية والأحوال المدنية لصالح زوجين مثليين متزوجين في الخارج، معتبرة أن زواج المثليين جنسياً لا يتعارض مع القانون والنظام الدوليين. الزوجان، اللذان تزوجا في بلجيكا، سعيا لتسجيل الممتلكات التي اشتروها في البلاد. ومع ذلك، رفض المسجل العام ذلك. في 3 فبراير، قررت المحكمة أن القانون الواجب التطبيق في هذه القضية هو القانون البلجيكي وليس قانون بيرو. على هذا النحو، قضت أنه يمكن للزوجين شراء وتسجيل الممتلكات في بيرو. ورفض المسجل العام مرة أخرى، قائلاً إنه على الرغم من أنه تم في هذه الحالة عقد الزواج بموجب القانون البلجيكي، فإن هذا مخالف للقانون الدولي والنظام بموجب المعاهدات الموقعة من قبل بيرو. في سبتمبر/أيلول، قضت المحكمة بأن الزواج لا يمكن أن يتعارض مع النظام العام الدولي لأن زواج المثليين مسموح به في العديد من البلدان، وحكمت مرة أخرى بأن قانون بيرو لا ينطبق على القضية لأنه زواج يحكمه القانون البلجيكي. ونتيجة لذلك فإن الأزواج المثليين الذين تزوجوا في بلد أجنبي لن يواجهوا أي مشاكل في تسجيل الممتلكات التي اشتروها في بيرو والاعتراف بحقوقهم الاقتصادية.
في حكم نشر في 9 يناير 2017، أمرت المحكمة الدستورية السابعة في ليما السجل الوطني لتحديد الهوية والأحوال المدنية بالاعتراف وتسجيل زواج الزوجين المثليين، أوسكار أوغارتشي وفيدل أروتشي، اللذان سبق لهما الزواج في مدينة مكسيكو. أوغارتشي هو مؤسس منظمة «حركة المثليين في ليما» (بالإسبانية: Movimiento Homosexual de Lima)‏، وهي منظمة تدافع عن حقوق المثليين في بيرو تأسست في عام 1982. وقضت المحكمة بأن عدم الاعتراف بزواج المثليين الذي يتم في بلدان أخرى سيكون تمييزيًا للغاية ويتعارض مع كل من دستور بيرو والعديد من الأحكام الدولية. ووجدت المحكمة أن السبب الوحيد لعدم الاعتراف بالزواج هو أنه أُبرم بين أشخاص مثليين، وأن هذه الحجة ليست معقولة وموضوعية. بالإضافة إلى ذلك، استشهد بالعديد من السوابق الدولية، بما في ذلك قضية أتالا ريفو والبنات ضد تشيلي وقضية أوبرغيفل ضد هودجز.
صرح السجل الوطني لتحديد الهوية والأحوال المدنية بأنه سيستأنف الحكم أمام محكمة العدل العليا في ليما. رفضت محكمة العدل العليا القضية في مارس 2018، لأن أوغارتشي رفع الدعوى ضد للسجل الوطني لتحديد الهوية والأحوال المدنية بعد ستة أيام. ومع ذلك، لم تبت المحكمة في موضوع الدعوى. أعلن للسجل الوطني لتحديد الهوية والأحوال المدنية عزمه على الطعن أمام المحكمة الدستورية. استمعت المحكمة الدستورية للقضية في 20 يونيو.
في أبريل 2019، تم الإبلاغ عن أنه هناك إجمالي أربع (4) حالات زواج المثليين تسعى للحصول على اعتراف في بيرو حيث تم الاحتفال بإحدى هذه الحالات في الخارج، ويطلب هذا الزوجان الاعتراف بها في بيرو من خلال دعوى قضائية في الحالة الثانية، في انتظار القرار. والآخر من بيرو يطلب الزواج مع شريكه المثلي في بيرو. المحاكمة في الحالة الأولى في محكمة في ليما، في انتظار القرار. دعت نيللي باريديس روغاس، المدعية العامة للسجل الوطني لتحديد الهوية والأحوال المدنية، الكونغرس لتشريع زواج المثليين.

#### 2018 محكمة الدول الأمريكية لحقوق الإنسان
بعد طلب مقدم من كوستاريكا، أصدرت محكمة البلدان الأمريكية لحقوق الإنسان قرارًا مؤيدًا لزواج المثليين في 9 يناير 2018، والذي يشترط على الدول الموقعة على الاتفاقية الأمريكية لحقوق الإنسان تقنين زواج المثليين. في 11 يناير، صرح رئيس المحكمة العليا في بيرو ورئيس السلطة القضائية في البلاد، دوبرلي رودريغيز، بأنه يجب على بيرو الالتزام بالقرار. في 29 كانون الثاني/يناير 2018، قدّر وزير الإسكان كارلوس بروس أن زواج المثليين سيسمح به في بيرو في غضون عامين، وذكر العديد من قضاة المحكمة العليا السابقين والمشرعين، بمن فيهم أنديرا هويلكا، أن زواج المثليين جنسياً سيصبح قانونيا عن قريب في بيرو، مهما كان الأمر. ومع ذلك، فإن حكومة بيرو لم تصدر بعد قرارًا رسميًا في هذا الشأن.

## الحماية من التمييز وقوانين جرائم الكراهية
تنص المادة 2.2 من دستور بيرو على أن «لكل شخص الحق في المساواة أمام القانون. لا يجوز التمييز ضد أي شخص على أساس الأصل أو العرق أو الجنس أو اللغة أو الرأي أو الوضع الاقتصادي أو أي ميزة مميزة أخرى». يمكن إدراج التوجه الجنسي والهوية الجندرية ضمن «أي ميزة تمييزية أخرى»، ولكن لم يتم ذكرها بشكل صريح.
ومع ذلك، منذ مايو 2004، ينص «قانون الإجراءات الدستورية» (القانون 28.237) صراحة على أن أمرا قضائيا، وهو ضمان دستوري لحماية الناس من التهديد أو انتهاك الحقوق المعترف بها في الدستور، يمكن استخدامه في حالة التمييز على أساس على التوجه الجنسي.
في يوليو 2013، صوت الكونغرس ضد ضد مشروع قانون لتعديل قوانين جرائم الكراهية في بيرو لتشمل التوجه الجنسي والهوية الجندرية في تصويت 27 صوتا لصالح مقابل 56 صوتًا ضد وامتناع 18 عن التصويت (27-56-18).
بحلول شباط/فبراير 2016، كان قد تم صياغة قانون عقوبات جديد وكان قيد النظر في لجنة العدل وحقوق الإنسان. ومن شأن ذلك أن ينشئ حماية واضحة للأشخاص من مجتمع المثليين من التمييز والاضطهاد والتحريض على الكراهية. لكسر الجمود السياسي داخل الكونغرس، تم نشر مرسوم حكومي (رقم 1323) يضيف مصطلحي «التوجه الجنسي والهوية الجندرية» لقوانين جرائم الكراهية ومناهضة التمييز الحالية في الجريدة الرسمية للبلاد، مع دخول قانون العقوبات الجديد حيز التنفيذ في 7 يناير 2017. وصدر القرار من الرئيس السابق، بيدرو بابلو كوتشينسكي.
ومع ذلك، في مايو 2017، صوت الكونغرس البيروفي لإزالة هذه الأحكام من قوانين جرائم الكراهية ومناهضة التمييز في تصويت 29 صوتًا لصالح مقابل 66 صوتًا ضد (22-66). أعضاء أكبر حزب في الكونغرس، «القوة الشعبية»، الاي خسر رئيسها بفارق ضئيل ضد كوتشينسكي في انتخابات 2016، وانضم أعضاء من «التحالف من أجل التقدم»، لإزالة الأحكام الصادرة في المرسوم. ومع ذلك، استخدم الرئيس كوتشينسكي حق النقض، وقد فشل الكونغرس منذ ذلك الحين في تجاوز حق النقض.
في نوفمبر 2018، وفقًا للمادتين 46 و 323 من قانون العقوبات، لا يزال المرسوم الصادر في عام 2017 والذي يحظر التمييز والتحريض على التمييز وجرائم الكراهية القائمة على التوجه الجنسي والهوية الجندرية حيز التنفيذ.

### القوانين الإقليمية
بالإضافة إلى مرسوم عام 2017 الذي يحظر التمييز ضد مجتمع المثليين على الصعيد الوطني، سنت عدد من المناطق والمقاطعات قوانينها الخاصة لمناهضة التمييز والتي تشمل من بين أمور أخرى التوجه الجنسي والهوية الجندرية. وهي إقليم أياكوتشو، إقليم لا ليبرتاد، إقليم لوريتو، إقليم موكيغوا، إقليم سان مارتين، إقليم تاكنا وإقليم أوكايالي، فضلا عن مقاطعات ألتو سيلفا أليغري، قشتالة، ميرافلوريس، ليما، وبويبلو ليبري. يعطي البعض الآخر الحماية ولكن فقط على أساس التوجه الجنسي: إقليم أمازوناس، إقليم أبوريماك، كاياو، إقليم هوانكافليكا، إقليم هانوكو، إقليم إيكا، جونين، إقليم مادر دي ديوس، وإقليم ليما الميتروبولي، فضلا عن مقاطعات كانييتي، مقاطعة كاخاماركا، كوترفو، مقاطعة لمبايكه، مقاطعة بيورا، سانتا وسويانا، ومديريات أنكون، تشاكالاكايو، تشاراكتو، جاكوبو هنتر، خيسوس ماريا، لينسي، ماخيس، ميرافلوس (مقاطعة أريكيبا)، موروبون، باتشاكاماك، وبيكسي وسان إيسيدرو وسان خوان دي لوريغانتشو، وسان ميغال وسانيا وسانتا أنيتا وساتتا ماريا ديل مار ديل مار، وسانتياغو دي سوركو، وفيلا إل سلفادور.

## الهوية الجندرية والتعبير عنها
يُسمح للأشخاص المتحولين جنسياً بتغيير اسمهم، بحيث يطابق هويتهم الجنسية. في مايو 2014، قضت المحكمة الدستورية في بيرو بأنه لا يمكن لامرأة متحولة جنسياً تغيير جنسها في وثيقة هويتها الوطنية.
في 4 نوفمبر 2016، تم تقديم مشروع قانون يسمح للأشخاص المتحولين جنسياً بتغيير جنسهم بشكل قانوني دون الحاجة إلى إجراء عملية جراحية في الكونغرس البيروفي. يسعى مشروع القانون أيضًا إلى السماح للأشخاص المتحولين جنسياً بالوصول إلى جوازات السفر وغيرها من وثائق الهوية التي تتوافق مع هويتهم الجندرية.
في 21 أكتوبر 2016، نقضت المحكمة الدستورية في بيرو قرارها لعام 2014، والذي قررت فيه المحكمة أن الجنس يمكن أن يكون بيولوجيًا وصبغيًا فقط. في هذا الحكم الجديد، الذي نشر في 8 نوفمبر، أقرت المحكمة بأن الناس لا يتم تعريفهم فقط من خلال جنسهم البيولوجي، ولكن يجب على المرء أيضًا أن يأخذ بعين الاعتبار واقعهم النفسي والاجتماعي. لذلك، تعترف المحكمة الآن بحق الأشخاص المتحولين جنسياً في هويتهم الجندرية. مع هذا القرار، يجوز للمتحولين جنسياً في بيرو التقدم بطلب لتغيير الجنس أمام القاضي دون الحاجة إلى إجراء جراحة إعادة تحديد الجنس. كان القضاة مانويل ميراندا كاناليس، وماريانيلا ليديسما نارفايس، وكارلوس راموس نونيز، وإيلوي إسبينوسا سالدانيا باريرا جزءًا من الأغلبية. انضمت بيرو إلى كل من الأرجنتين، بوليفيا، كولومبيا، الإكوادور والأوروغواي في تخفيف متطلبات التحول الجنسي.

## الخدمة العسكرية
حتى عام 2009، كان من الممكن معاقبة الأفراد العسكريين وأفراد الشرطة، الذين مارسوا أنشطة جنسية من نفس الجنس، بالسجن لمدة تتراوح بين 60 يومًا و 20 عامًا أو طردهم من القوات. ومع ذلك، في ديسمبر 2009، قضت المحكمة الدستورية في بيرو بأن التوجه الجنسي المثلي أو ازدواجية التوجه الجنسي أو ممارسة الجنس المثلي لا يمكن أن يكون عائقًا أمام عضوية قوات الشرطة والجيش.

## التبرع بالدم
في يوليو 2015، استجابةً لامرأة مثلية الجنس تم رفضها بسبب التبرع بالدم بسبب توجهها الجنسية، أصدرت وزارة الصحة بيانًا أدانت فيه الحادث وأكدت أن التوجه الجنسي للشخص لا يمثل عائقًا أمام التبرع بالدم.

## ظروف الحياة

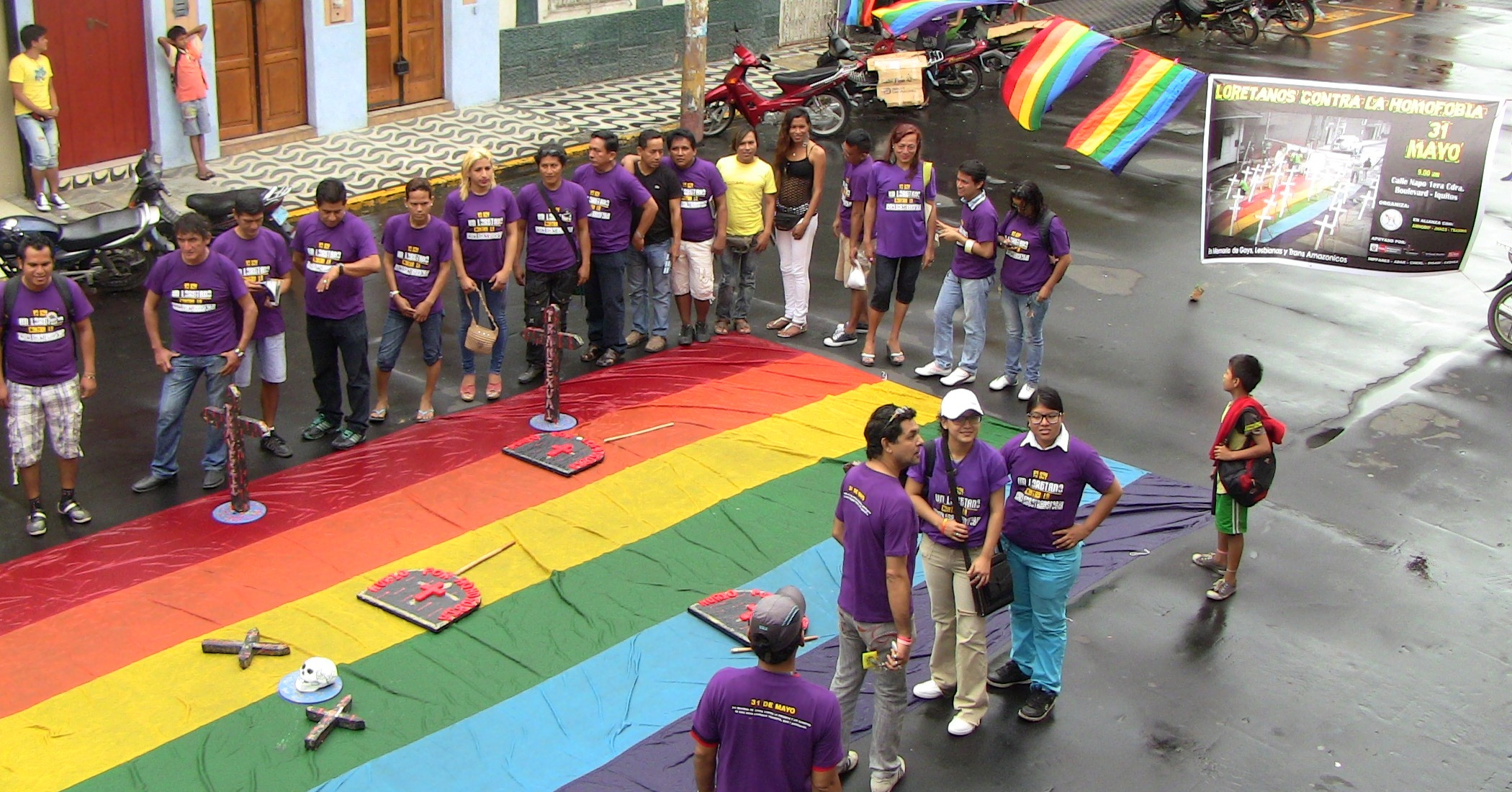
مظاهرة مناهضة لرهاب المثلية في إكيتوس

يعتبر المجتمع البيروفي عمومًا معاديًا للأفراد من مجتمع المثليين. تحمل الكنيسة الكاثوليكية الرومانية التأثير الكبير في البلاد. على هذا النحو، تميل المواقف تجاه مجتمع المثليين إلى عكس الأعراف الكاثوليكية. ومع ذلك، أصبحت المواقف أكثر قبولا وتسامحا، تمشيا مع الاتجاهات في جميع أنحاء العالم. وقد منحت التشريعات والأحكام الصادرة في الآونة الأخيرة لأفراد مجتمع المثليين المزيد من الحقوق القانونية، مثل الحق في التبرع بالدم، وحق الأشخاص المتحولين جنسياً في تغيير الجنس القانوني، والحق في الخدمة بشكل علني في الجيش، والحق في الحماية من التمييز.
نشرت بلانيت روميو، وهي شبكة اجتماعية للمثليين، أول مؤشر السعادة للمثليين (GHI) في شهر مايو من عام 2015. وسُئل الرجال المثليون من أكثر من 120 دولة حول شعورهم حيال نظرة مجتمعاتهم للمثلية الجنسية، وكيف يواجهون الطريقة التي يُعاملون بها من قبل أشخاص آخرين ومدى رضاهم عن حياتهم. احتلت بيرو المرتبة 87 مع نتيجة بلغت 24 على مؤشر السعادة.

### مسيرات الفخر

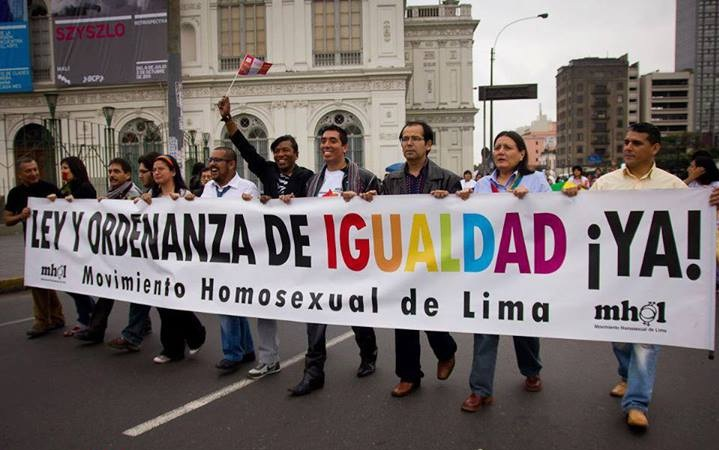
منظمة "حركة المثليين في ليما" في مسيرة فخر المثليين في ليما في عام 2011

تقام مسيرات الفخر السنوية في ليما، أريكويبا ، تروخيو ، تشيكلايو ، إكيتوس، بيورا ، كوسكو ، وكالاو. في عام 2017، جذبت مسيرة فخر المثليين في ليما أرقامًا قياسية، وحضرها العديد من السياسيين البارزين.

### التعليم
يتضمن منهج التعليم الوطني لعام 2016 معلومات عن التوجه الجنسي والجندر والقضايا الجندرية. يوصف التوجه الجنسي رسمياً بأنه "عامل جذب جنسي وعاطفي تجاه شخص آخر. إنه ليس اختيارًا تطوعيًا يقوم به الشخص في لحظة ثم يغيره. إنه نتيجة تفاعل معقد للعديد من الظروف طوال الحياة (من الجوانب البيولوجية والمعرفية والبيئية).

## الرأي العام
في أغسطس 2010، كشف استطلاع للرأي أن 8.3% من مواطني بيرو وافقوا على زواج المثليين، مع ارتفاع النسبة بين الناس من سكان ليما ومن الشباب.
وفقًا لاستطلاع أجراه مركز بيو للأبحاث، والذي أجري في الفترة ما بين 13 نوفمبر و 16 ديسمبر 2013، أيد 14% من مواطني بيرو زواج المثليين ، وعارضه 81% منهم.
أظهر استطلاع قامت به المؤسسة الدولية للمثليين والمثليات ومزدوجي التوجه الجنسي والمتحولين جنسيا وثنائيي الجنس في الفترة ما بين 18 أبريل و 20 يونيو 2014 أظهر أن 18% من سكان بيرو يدعمون زواج المثليين، وأن 79% يعارضونه.
أظهر مقياس الأمريكتين لعام 2017 أن 28% من سكان بيرو يؤيدون زواج المثليين.

## ملخص
| قانونية النشاط الجنسي المثلي                                                             | (قانوني منذ عام 1924)               |
| المساواة في السن القانوني للنشاط الجنسي                                                  | (قانوني منذ عام 2012)               |
| قوانين مكافحة التمييز في التوظيف                                                         | (قانوني منذ عام 2017)               |
| قوانين مكافحة التمييز في توفير السلع والخدمات                                            | (قانوني منذ عام 2017)               |
| قوانين مكافحة التمييز في جميع المجالات الأخرى (تتضمن التمييز غير المباشر، خطاب الكراهية) | (قانوني منذ عام 2017)               |
| قوانين مكافحة أشكال التمييز المعنية بالهوية الجندرية                                     | (قانوني منذ عام 2017)               |
| قوانين خطاب الكراهية تشمل التوجه الجنسي والهوية الجندرية                                 | (منذ عام 2017، من خلال ظرف مشدد)    |
| زواج المثليين                                                                            | (مقترح)                             |
| الاعتراف القانوني بالعلاقات المثلية                                                      | (مقترح)                             |
| تبني أحد الشريكين للطفل البيولوجي للشريك الآخر                                           | No                                  |
| التبني المشترك للأزواج المثليين                                                          | No                                  |
| يسمح للمثليين والمثليات ومزدوجي التوجه الجنسي بالخدمة علناً في القوات المسلحة             | (منذ عام 2009)                      |
| الحق بتغيير الجنس القانوني                                                               | (منذ عام 2016)                      |
| علاج التحويل محظور على القاصرين                                                          | No                                  |
| الحصول على أطفال أنابيب للمثليات                                                         | No                                  |
| الأمومة التلقائية للطفل بعد الولادة                                                      | No                                  |
| تأجير الأرحام التجاري للأزواج المثليين من الذكور                                         | (غير قانوني للأزواج المغايرين كذلك) |
| السماح للرجال الذين مارسوا الجنس الشرجي التبرع بالدم                                     | (لا يوجد حظر رسمي)                  |